# Sector nororiente de Santiago

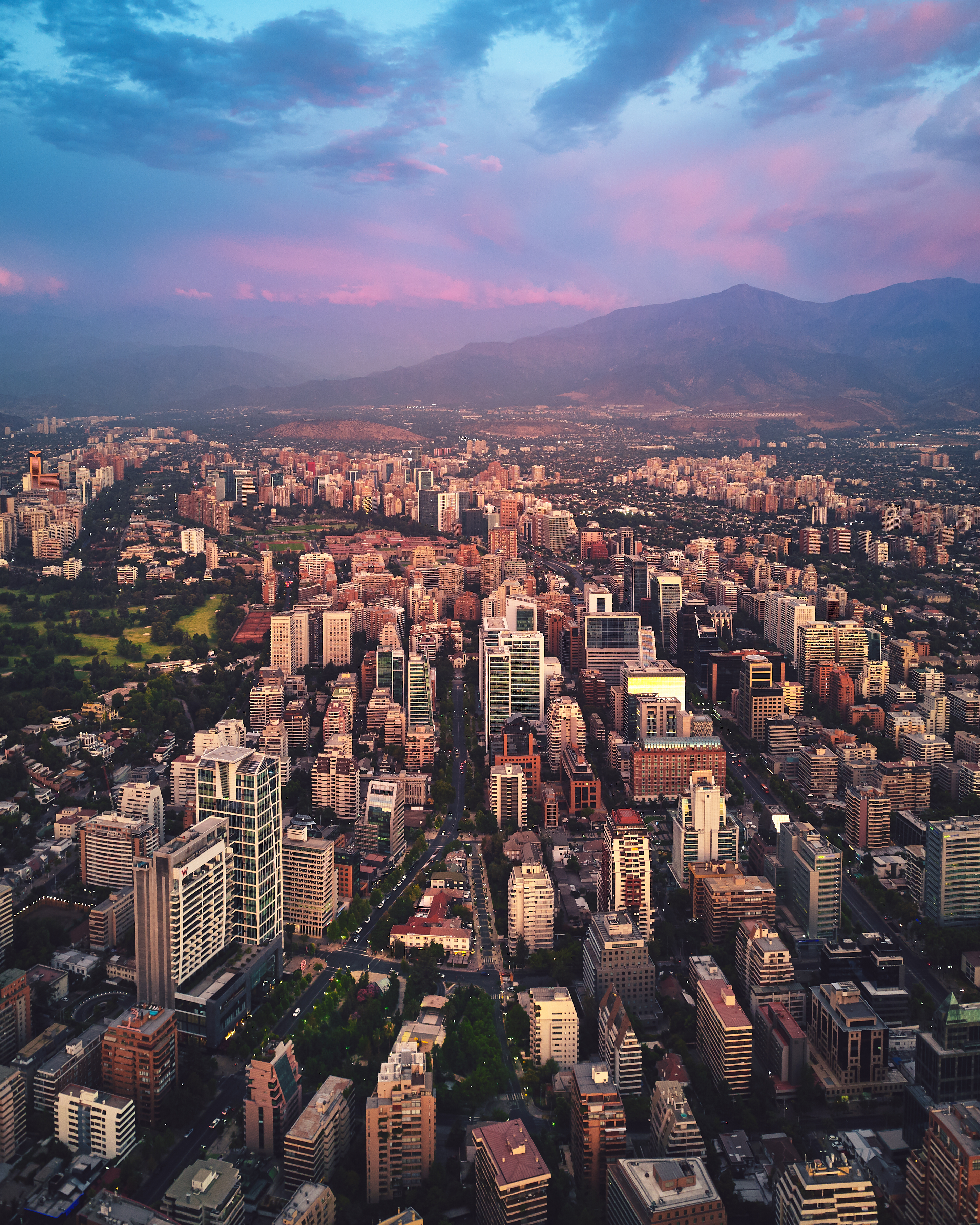
Vista de Las Condes desde la Gran Torre Costanera.

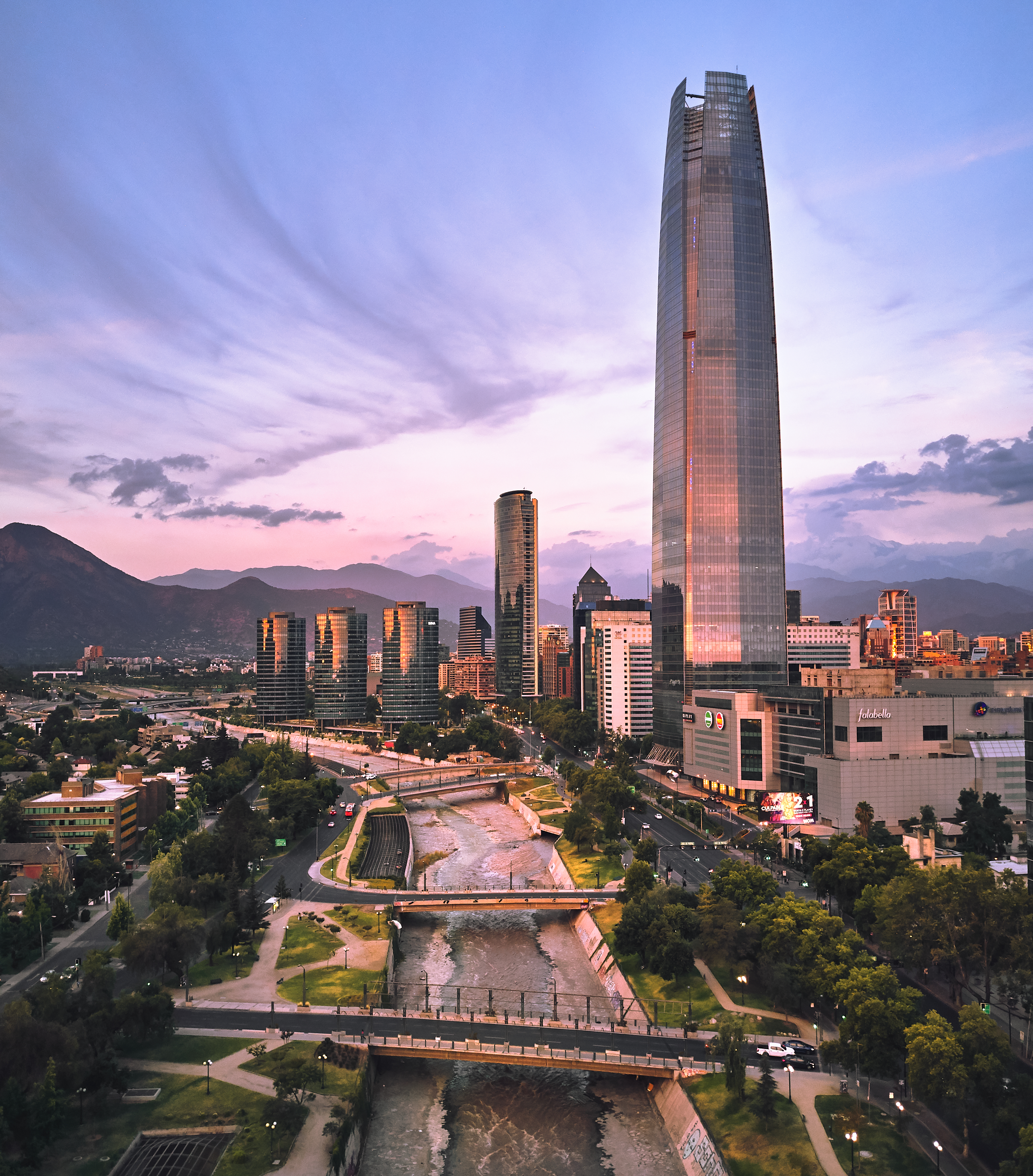
Vista al Barrio financiero y el Río Mapocho.

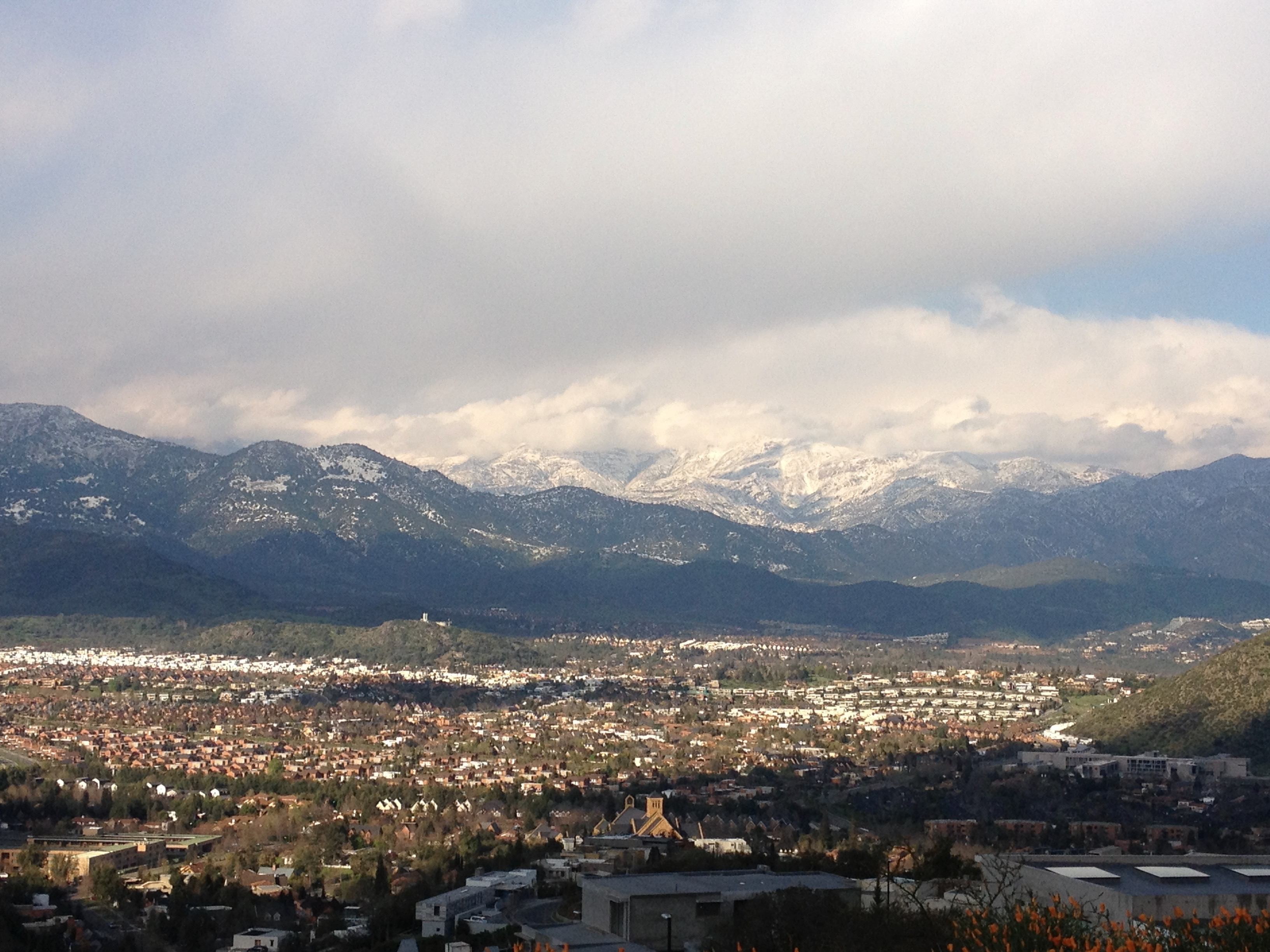
Valle Los Trapenses en Lo Barnechea.

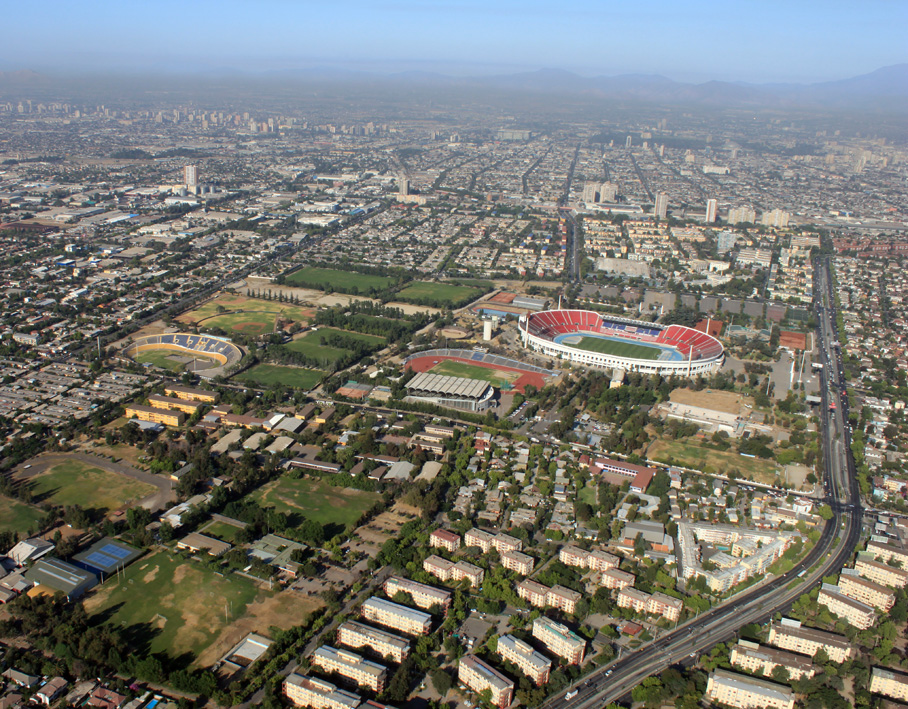
Extremo surponiente del sector, donde se encuentran la Villa Olímpica y el Estadio Nacional en Ñuñoa.

El sector nororiente de Santiago, conocido como el «sector oriente», se refiere a la denominación que reciben las comunas al este de la comuna de Santiago, donde habita la mayoría de la población con mayores ingresos de Chile. Está compuesto por las comunas de Providencia, Ñuñoa, La Reina, Las Condes, Vitacura y Lo Barnechea. El sector cuenta con 929 158 habitantes según el censo chileno de 2017 y una estimación de 1 076 132 para 2021. Además, una numerosa población flotante viaja diariamente al sector por trabajo, estudios o servicios, especialmente hacia Providencia y Las Condes. La avenida Providencia y su continuación, Apoquindo, son el principal eje comercial y de transporte de la metrópoli y la continuación de la Alameda desde el centro, abarcando el 40 % del total de desplazamientos motorizados de la ciudad. Asimismo, en el límite comunal de Las Condes y Providencia se ubica el sector financiero de Sanhattan, que ha experimentado un importante crecimiento de edificación en altura destinado principalmente a oficinas y comercio.

## Indicadores sociodemográficos
Históricamente este sector ha contenido a gran parte de la clase media alta y alta santiaguina. En 2002 contaba con un 45,3% de su población en el grupo socioeconómico "C1" equivalente a la clases anteriormente señaladas, y un 31% en el grupo "C2" (medio). Las comunas del sector nororiente lideran el índice de desarrollo humano (IDH) no solo a nivel de la metrópoli, sino también a nivel nacional, encontrándose entre las 6 más altas de los 346 comunas del país. Del mismo modo, el sector alberga en su conjunto el costo más alto promedio del país por metro cuadrado en el precio de la vivienda y de oficinas, debido al alto precio del suelo metropolitano de la zona. También lideran el ranking de comunas con mejor calidad de vida urbana en 2021, con la más alta disponibilidad de áreas verdes de la metrópoli y otros servicios. Asimismo, debido a su orientación precordillerana, se le llama el «barrio alto de Santiago». Popularmente, la expresión «de Plaza Italia para arriba» marca la división entre el sector oriente y el resto de la metrópoli en sentido este y oeste.
Según un artículo publicado por la revista científica PLOS ONE en 2021, sus habitantes se comportan como una minoría étnica, reflejado por la composición de sus apellidos, correspondientes principalmente a la aristocracia castellano-vasca, como en los diez santiaguinos de mayor estatus promedio: Aldunate, Errázuriz, García-Huidobro, Irarrázaval, Izquierdo, Larraín, Schmidt, Tagle, Undurraga y Vial. Presenta una mayor variedad de apellidos que el resto de Santiago y aquí se radican principalmente los inmigrantes de origen europeo. Desde el punto de vista político, sus residentes están inclinados significativamente más hacia la derecha del espectro que el resto de la metrópoli y del país. En el plebiscito constitucional de 2020 las comunas de Las Condes, Lo Barnechea, Vitacura (las más ricas del país) fueron las únicas comunas metropolitanos a nivel nacional donde ganó la opción Rechazo, mientras que el sector en su conjunto obtuvo un 55,4% de las votaciones en favor del Apruebo, muy por debajo del 78,3% del total nacional. Así mismo, presentan un porcentaje de participación electoral significativamente mayor que el promedio. En fútbol, son seguidores principalmente del Club Deportivo Universidad Católica, instalado en Las Condes.

## Transporte

### Principales Arterias viales
De sur a norte:
- Avenida Grecia

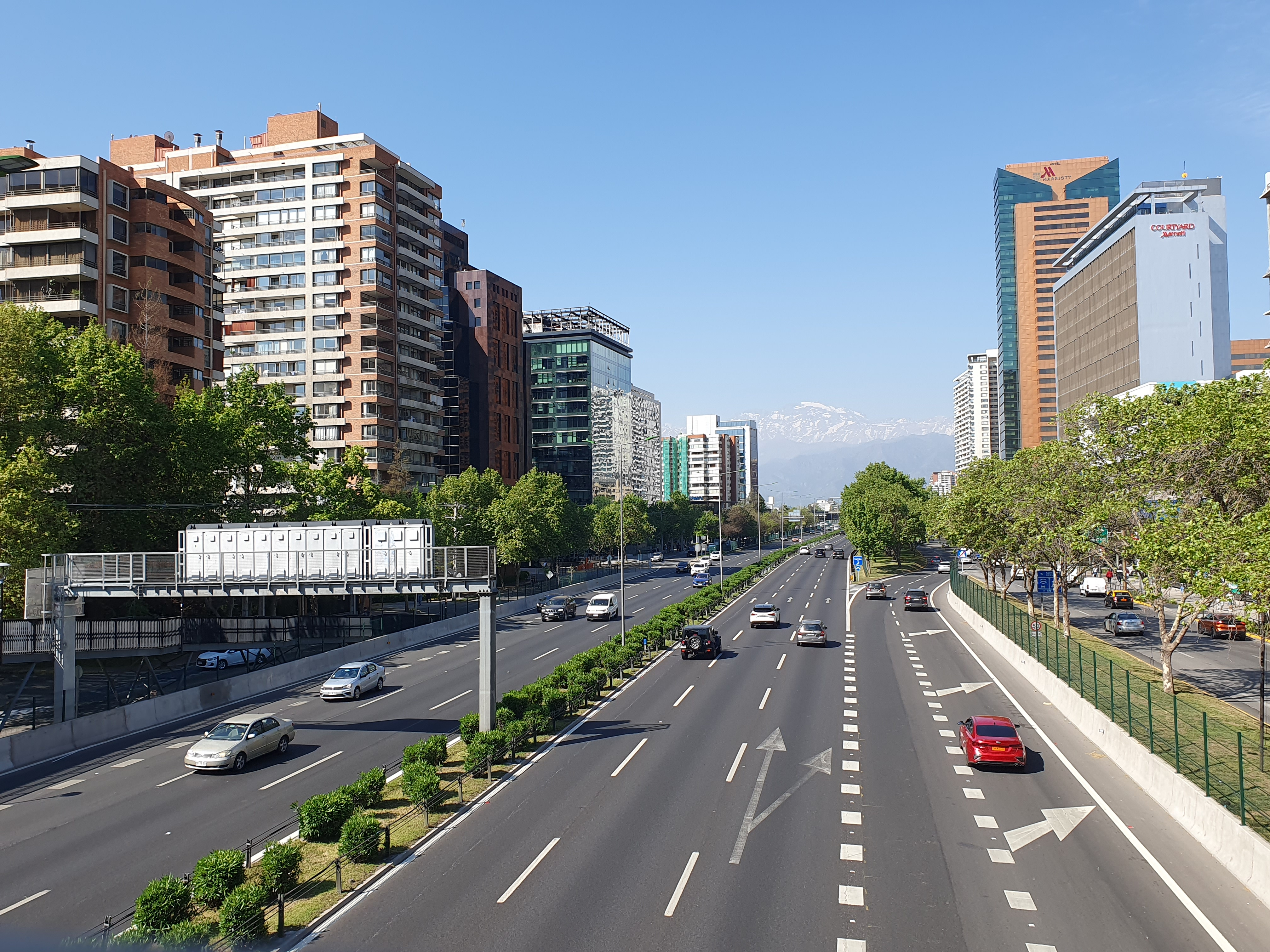
Avenida Presidente Kennedy

- Avenida Irarrázaval - Avenida Larraín - Avenida Alcalde Fernando Castillo Velasco
- Avenida Francisco Bilbao
- Avenida Eliodoro Yáñez - Avenida Cristóbal Colón
- Avenida Providencia - Avenida Apoquindo - Avenida Las Condes
- Avenida Andrés Bello - Avenida Vitacura
- Autopista Costanera Norte - Avenida Presidente Kennedy

De poniente a oriente:
- Avenida Vicuña Mackenna
- Avenida Pedro de Valdivia
- Avenida Los Leones - Avenida José Pedro Alessandri
- Avenida Tobalaba
- Avenida Circunvalación Américo Vespucio - Autopista Vespucio Oriente - Avenida Ossa
- Avenida Manquehue
- Avenida Padre Hurtado
- Avenida La Dehesa

### Estaciones de Metro
El sector cuenta con un total de 37 estaciones de Metro, sin embargo ni Vitacura ni Lo Barnechea cuentan con estaciones. 
Se espera que el año 2028 se incorporen nueve estaciones de la Línea 7, una más en la Línea 6, y en 2033 se abrirán otras 6 estaciones de la Línea 8, totalizando 53 estaciones para el sector e incorporando a Vitacura a la red.
- 12 estaciones en la Línea 1 entre Baquedano y Los Dominicos.
- 7 estaciones en la Línea 3 entre Irarrázaval y  Fernando Castillo Velasco.
- 8 estaciones en la línea 4 entre Tobalaba y Grecia .
- 5 estaciones en la línea 5 entre Baquedano y Ñuble.
- 5 estaciones en la línea 6 entre Ñuble y Los Leones.

## Áreas verdes
A continuación algunas de las áreas verdes más importantes del sector.

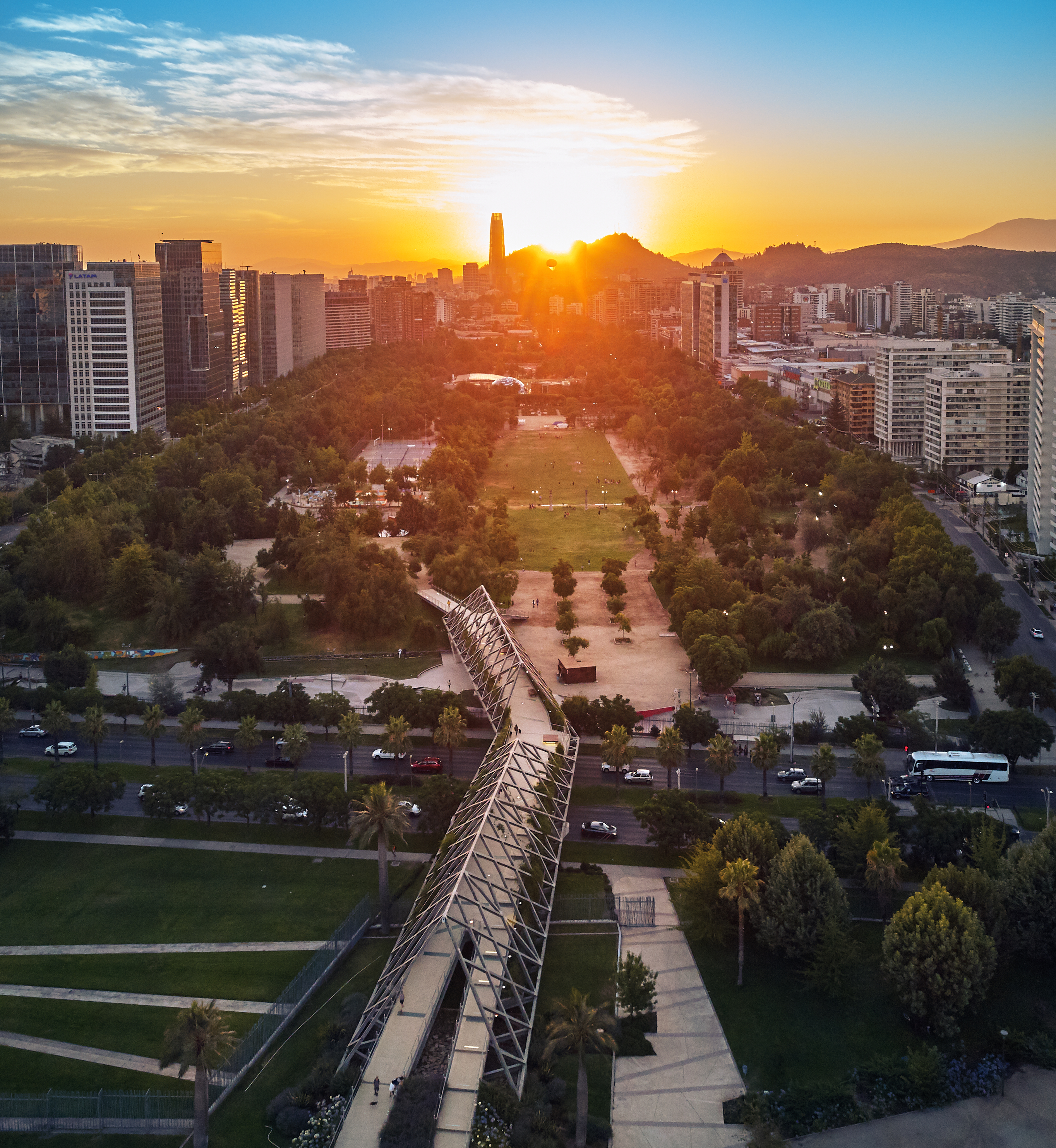
El Parque Araucano en Las Condes. El sector cuatriplica en cantidad de m² de áreas verdes por habitantes al resto de la metropoli.

### Parques precordilleranos
- Parque natural La Plaza Sur
- Parque natural San Carlos de Apoquindo
- Parque Mahuida
- Parque natural Aguas de Ramón
- Parque natural Las Hualtatas

### Parques urbanos
| - Parque Metropolitano - Parque Bicentenario - Parque Padre Hurtado - Parque Araucano - Parque Balmaceda - Parque Uruguay - Parque Inés de Suárez - Parque Juan XXIII - Parque Bustamante - Parque de las Esculturas - Parque Los Dominicos | - Parque San Eugenio - Parque Botánico de Ñuñoa - Parque Grecia - Parque Juan Pablo II - Parque Tobalaba - Parque Las Rosas - Parque Montealegre - Parque Santa Rosa de Apoquindo - Parque Vespucio Oriente - Parque Cuauhtémoc - Parque Monseñor Escrivá de Balaguer |

### Plazas

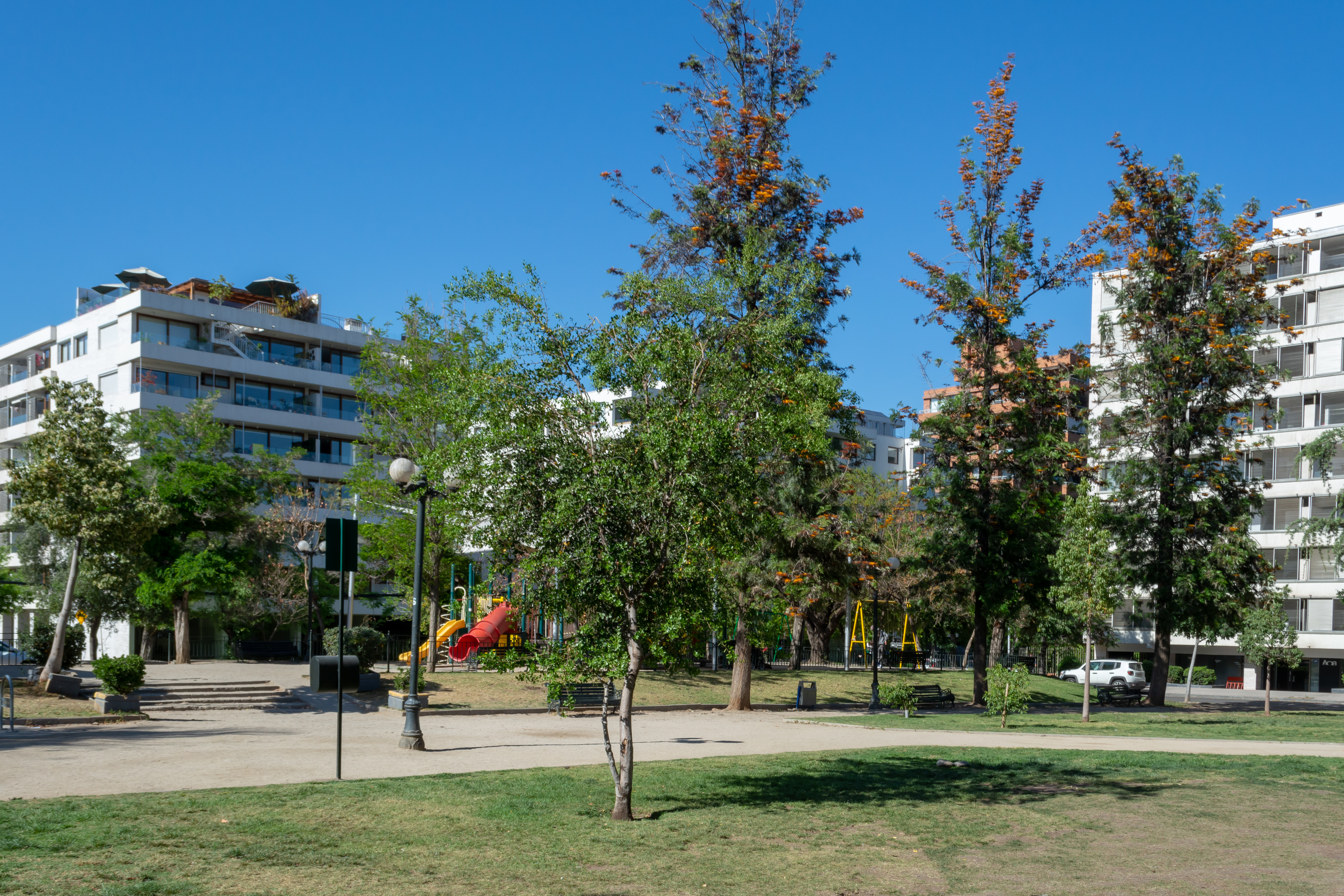
Plaza Las Lilas en Providencia

| - Plaza Baquedano - Plaza Pedro de Valdivia - Plaza Ñuñoa - Plaza Guillermo Franke - Plaza Zañartu - Plaza Eugenio Lillo - Plaza Pedro Montt - Plaza Egaña - Plaza Augusto D'Halmar - Plaza Uruguay - Plaza El Bosque - Plaza Las Lilas - Plaza Camilo Mori - Plaza de La Alcaldesa | - Plaza Dinamarca - Plaza Río de Janeiro - Plaza de la Aviación - Plaza Augusto Errázuriz - Plaza Clorinda Henríquez - Plaza Gabriela Mistral - Plaza Coronel Santiago Bueras - Plaza Carlos Ossandón - Plaza Chile Perú - Plaza La Reina - Plaza Perú - Plaza Mustafa Kemal Atatürk - Plaza La Concordia - Plaza Juan Pablo II | - Plaza María Luisa Bombal - Plaza Loreto - Plaza del Inca - Plaza República de Paraguay - Plaza Renacimiento Italiano - Plaza San Enrique - Plaza del Corazón - Plaza Turquía - Plaza de la Sustentabildad - Plaza Honduras - Plaza Panamá - Plaza Corte de Apelaciones - Plaza La Laguna |

## Proyectos de infraestructura

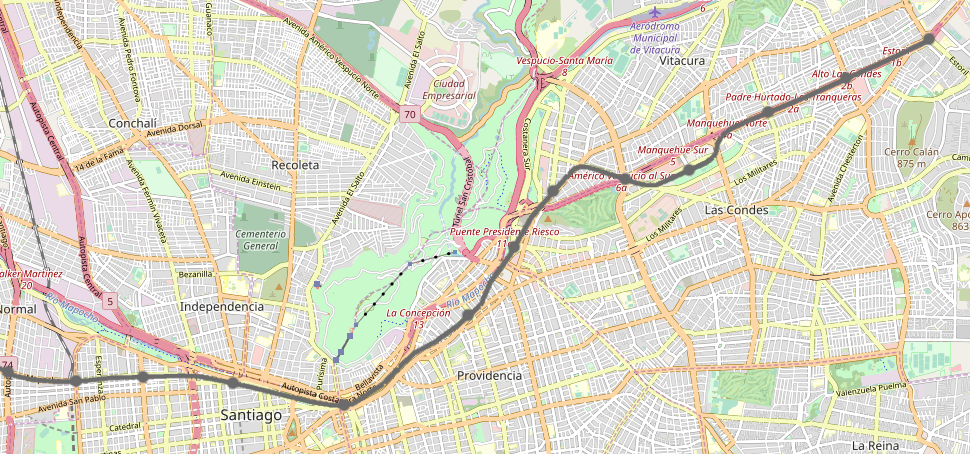
Mapa de la Línea 7 del Metro de Santiago

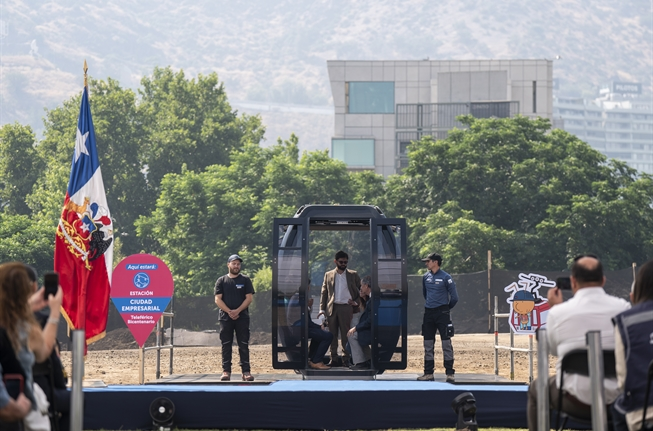
El presidente Gabriel Boric encabezando el inicio de obras del Teleférico Bicentenario el 20 de diciembre de 2023

### Calles y urbanismo
En términos urbanísticos, este sector posee un alto grado de vitalidad urbana que resulta atractiva para residentes, estudiantes, trabajadores y turistas. El 22 de julio de 2022 se inauguró la primera parte de la Autopista Vespucio Oriente, que recorre desde La Reina hasta Avenida El Salto en Huechuraba y que recorre gran parte de Las Condes y Vitacura. Así mismo el Parque Vespucio Oriente fue reinaugurado incrementando los metros cuadrados de aéreas verdes, e incorporando una ciclovía de alto estándar. La segunda parte de la autopista está aún pendiente y se espera que esté operativa para el año 2028. Ayudará significativamente a La Reina, Ñuñoa y Peñalolén, además de conectar con la Autopista Vespucio Sur en la Rotonda Grecia, cerrando así la circunvalación como autopista.
En diciembre de 2022 se ratificó por parte del presidente Gabriel Boric la implementación del proyecto "Nueva Alameda", largamente fomentado por el Gobernador Metropolitano Claudio Orrego durante los últimos años. Esta iniciativa considera eliminar la tradicional rotonda de Plaza Italia, puerta de entrada al sector oriente desde el centro, dando paso a una especie de explanada que permite mayor tránsito peatonal junto con la plantación de árboles integrados al Parque Forestal y el Parque Bustamante, además de la instalación de nuevas luminarias y una ciclovía de 8 Km.

### Metro
Actualmente está en construcción la mega obra de infraestructura de metro que es correspondiente a la futura Línea 7 del Metro de Santiago, la cual comenzará en Avenida Estoril en el límite de Las Condes y Vitacura, y atravesará Avenida Kennedy y luego Avenida Providencia hasta Santiago Centro y el Sector norponiente de Santiago. Estará operativa para el año 2028 e incluirá nueve nuevas estaciones para el sector oriente en el entorno de hitos metropolitanos tales como  la plaza Baquedano, las clínicas Santa María e Indisa, Avenida Providencia,  el barrio Sanhattan, el parque Bicentenario, los centros comerciales Parque Arauco y Alto Las Condes y las clínicas Las Condes y Tabancura.
Además está en proceso la construcción de la nueva Línea 8 del Metro de Santiago, que atraviesa las comunas de Providencia y Ñuñoa con 6 nuevas estaciones para el sector, en ubicaciones tales como Avenida Providencia, la Plaza 18 de Septiembre (Barrio El Aguilucho), Avenida Irarrázaval en el centro de Ñuñoa, el Campus Macul de la Universidad Metropolitana de Ciencias de la Educación y el mall Portal Ñuñoa, para luego continuar hacia el Sector suroriente de Santiago. Se espera su inauguración para el año 2030.

### Teleférico
A fines de 2023 se inició la construcción del Teleférico Bicentenario ubicado en Avenida Vitacura con Nueva Tobalaba, en el límite de Providencia y Las Condes, y que conecta con el Parque Metropolitano y con la Ciudad Empresarial en Huechuraba. Estará terminado a fines de 2026. Además el Teleférico Pío Nono conectará a Providencia en la Estación Plaza México hasta Recoleta a través del mismo parque y estará en operaciones a fines de 2025.

## Datos comunales

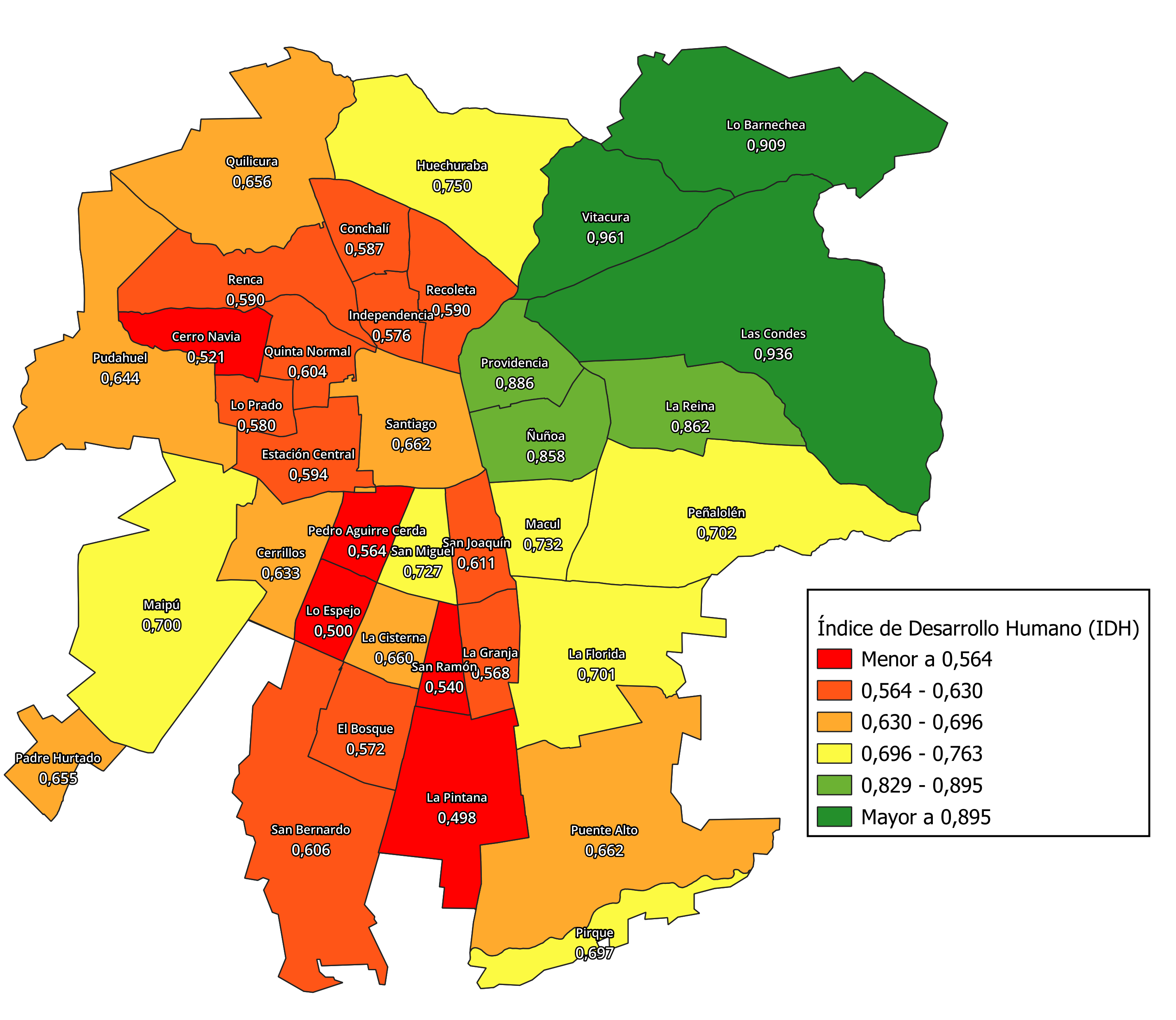
Índice de Desarrollo Humano Comunal de las comunas de Santiago (2022).

| Comuna       | Población 2002? | Población 2012? | Población 2017 | Población 2020 | Viviendas? | Superficie (km²) | Densidad 2020 | Crecimiento? | IDH 2017? | Pobreza 2013? |
| ------------ | --------------- | --------------- | -------------- | -------------- | ---------- | ---------------- | ------------- | ------------ | --------- | ------------- |
| La Reina     | 96.762          | 92.010          | 92.787         | 100.252        | 25.768     | 23,4             | 4.284,27      | -4,6         | 0,950     | 1,3           |
| Las Condes   | 249.893         | 284.342         | 294.838        | 330.759        | 82.099     | 99,4             | 3.327,56      | 15,4         | 0,970     | 1,3           |
| Lo Barnechea | 72.278          | 98.540          | 105.833        | 124.076        | 16.124     | 1 044,3          | 118,85        | 33,3         | 0,924     | 4,2           |
| Ñuñoa        | 163.511         | 195.300         | 208.237        | 250.192        | 54.692     | 16,9             | 14.804,26     | 20,2         | 0,956     | 0,6           |
| Providencia  | 120.874         | 131.708         | 142.079        | 157.749        | 51.183     | 14,4             | 10.954,79     | 12,6         | 0,967     | 3,0           |
| Vitacura     | 81.499          | 84.179          | 85.384         | 96.774         | 23.878     | 28,3             | 3.419,58      | 4,7          | 0,983     | 0,3           |
| Total sector | 784.817         | 886.079         | 929.158        | 1.059.802      | 253.744    | 1 226.7          | 863,95        | 12,9         | 0,959     | 1,78          |